# Neves (São Tomé i Príncipe)
Neves és una vila de São Tomé i Príncipe. És la capital del districte de Lembá, al nord-oest de l'illa de São Tomé. La seva població és de 1.081 (2008 est.). Es considera un lloc probable per a un futur port d'aigües profundes. En l'actualitat, la ciutat no té un moll o embarcador capaç d'acollir vaixells. Neves és la llar de les poques instal·lacions industrials de l'illa, com la terminal de petroli i la fàbrica de cervesa. El receptor terminal de petroli rep cru per la mànega flotant dels vaixells ancorats.